# 広島市立戸坂小学校
広島市立戸坂小学校（ひろしましりつへさかしょうがっこう）は、広島県広島市東区戸坂出江二丁目にある公立小学校。

## 概要
児童数は747名（2013年4月1日現在）。地元住民や通学生からはへっしょうと呼ばれている。

## 沿革

### 経緯
1872年に創立。創立当初は村立（安芸郡戸坂村立）であり、かつ村内唯一の小学校であった。1887年に安芸小学校区公立戸坂簡易科小学校と改称、1909年には戸坂尋常小学校、安芸高等小学校と合併、戸坂尋常高等小学校となる。翌年の1910年には戸坂実業補習学校を設けた。1941年に戸坂国民学校と改称。1945年8月6日に広島市へ原爆が投下された際には当校も被害を受け、校舎の窓や屋根が破壊された。戦後、1947年の学制改革により戸坂村立戸坂小学校となる。1955年に戸坂村が広島市へ編入合併したことで現在の校名である広島市立戸坂小学校へ改称した。

### 年表
- 1872年（明治5年）4月27日 - 創立。
- 1887年（明治20年）4月 - 安芸小学校区公立戸坂簡易科小学校と改称。
- 1909年（明治42年）10月 - 戸坂尋常小学校、安芸高等小学校と合併、戸坂尋常高等小学校と改称。
- 1910年（明治43年）10月 - 戸坂実業補習学校を設置。
- 1941年（昭和16年）4月1日 - 国民学校令により戸坂国民学校と改称。
- 1945年（昭和20年）8月6日 - 広島市に原爆投下。校舎窓や屋根に被害。負傷者の救護所とされる。
- 1947年（昭和22年）4月1日 - 戸坂村立戸坂小学校と改称。
- 1955年（昭和30年）4月10日 - 戸坂村の広島市編入により現校名に改称。
- 1974年（昭和49年）4月1日 - 戸坂城山小学校へ学区児童の分離。
- 1979年（昭和54年）4月1日 - 東浄小学校へ学区児童の分離。

## 校区
- 広島市立戸坂中学校の校区[2]
  - 戸坂町、戸坂惣田一丁目、戸坂惣田二丁目、戸坂山根一丁目～戸坂山根三丁目、戸坂中町、戸坂千足一丁目、戸坂千足二丁目、戸坂山崎町、戸坂桜東町、戸坂桜西町、戸坂桜上町、戸坂くるめ木一丁目、戸坂くるめ木二丁目、戸坂出江二丁目

## 学区内の主な施設
- JR芸備線戸坂駅
- 広島市立戸坂保育園
- 広島県立広島中央特別支援学校
- ザ・ビッグ戸坂店

## アクセス
- 広電バス「戸坂小学校」停より徒歩すぐ
- JR芸備線戸坂駅より徒歩10分。